# 松井田宿

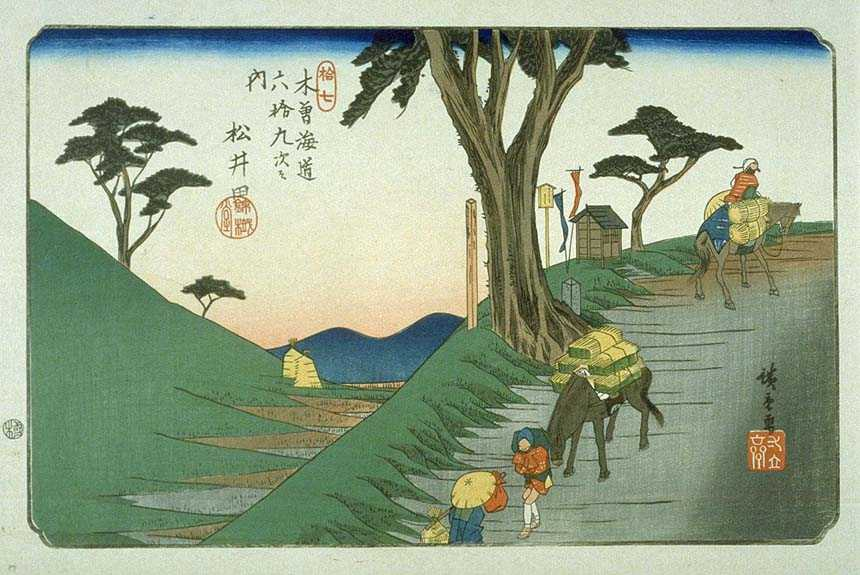
木曽海道六十九次 松井田（歌川広重画）

松井田宿（まついだじゅく）は、中山道六十九次のうち江戸から数えて16番目の宿場。
現在の群馬県安中市松井田町松井田に位置する。

## 概要
宿場の範囲は現在の群馬県道33号（旧国道18号）下町交差点付近の下木戸から安中市立安中小学校南の歩道橋付近の上木戸までの県道沿線、延長6町16間（約677メートル）である。
本陣は2箇所が存在し、一つは宿場の中ほど南側、現在の群馬県信用組合松井田支店の位置に存在した金井藤右衛門の屋敷で、明治11年（1878年）巡幸の際は明治天皇が宿泊した。もう一つは西寄り北側に存在した松本駒之丞の屋敷で、問屋は両本陣が年番で営んでいた。金井本陣は171坪、松本本陣は174坪の規模を有し、脇本陣は安兵衛と徳右衛門の2軒、旅籠は25軒存在した。
宿泊は大名・一般旅行者とも隣の坂本宿に比べて少なかった。
松井田宿は富岡・下仁田・秋間などに通じる脇往還の集まる場所であったことから、米の取引によって繁栄した。松井田宿では月に6度の市が開かれ、茶・塩・絹のほか信濃国（長野県）から入山峠を越えて運び込まれた米が売買された。各藩から持ち込まれた米は、廻米として倉賀野河岸を経由して江戸蔵屋敷まで運ばれる以外に、当地で払米として換金された。払米の存在を背景に、松井田では9軒の造酒屋が営業していた。
天保14年（1843年）の『中山道宿村大概帳』によれば、松井田宿の宿内家数は252軒、うち本陣2軒、脇本陣2軒、旅籠14軒で宿内人口は1,009人であった。
作家浅田次郎は、中山道を舞台とする時代小説『一路』において、「上州松井田はとりたてて大きな宿場ではないが、人別一千余を算える豊かな町である。いつのころからか信州諸藩の年貢米がこの宿場に集積されるようになり、一部は売却されたので、米相場が立つようになった。その利鞘によって、小さな宿場が豊かに潤ったのである」と語っている。

## 五料の茶屋本陣
五料の茶屋本陣（ごりょうのちゃやほんじん）は、中山道松井田宿と碓氷関所の間、五料村（現・安中市松井田町五料）に存在した茶屋本陣。
茶屋本陣とは、一般旅行者の休憩所である茶屋に対して、大名・幕府役人・公卿などの公用旅行者の休憩所にあてられた施設のことを言う。中山道沿いの五料村には西と東に隣接して2軒の茶屋本陣があり、それぞれ「お西」「お東」と呼ばれ、天保7年（1836年）から明治5年（1872年）にかけてほぼ1年交替で五料村の名主を務めた。両家は松井田西城主・諏訪但馬守の家臣・中島伊豆直賢（文禄3年（1594年）没）の子孫と伝え、お西が兄、お東が弟の家系であるという。
両家は文化3年（1806年）の火災でともに焼失し、その直後に両者ほぼ同じ形式で再建されている。「お西」「お東」いずれも群馬県指定史跡となっている。

### 五料の茶屋本陣・お西
南西方向を正面とし、桁行13間半、梁間7間4尺、切妻造総二階建板葺石置屋根。
間取りは向かって右5間半が土間、次の2間半は表側から囲炉裏のある奥行5間の「チャノマ」と1間半の「オカッテ」、次の2間は表側から奥行1間の「トーリノマ」、2間の「ナカノマ」、3間の「ナンド」となっており畳敷きの「ナカノマ」を除いて板敷きである。正面向かって左の式台から入ったところが最も格の高い部分となり、向かって右に幅一間の「トーリ」を挟み幅2間で表側から奥行2間半の「オモテノマ」、1間半の「シタノマ」、2間の「ジョウダンノマ」、1間の「ウラゲンカン」と畳敷きの部屋が並ぶ。「ジョウダンノマ」は他の部屋より4寸ほど床が高く、床・棚付書院を備える。2階は「トーリ」から向かって左側は「ツリテンジョウ」（竿縁天井）となっており利用できないが、向かって右側は「フミテンジョウ」（根太天井）となっており養蚕に利用された。
明治11年（1878年）9月の北陸東海巡幸の際は明治天皇の御小休所となった。その際「トーリ」から向かって左側は改造を受けており、昭和59年（1984年）の改修では当該部分を除いては建造当初、当該部分は明治11年の状態に復元された。
昭和33年（1958年）8月1日に群馬県の史跡に指定された。昭和48年（1973年）に松井田町に寄贈された。

### 五料の茶屋本陣・お東
間口13間半、奥行7間、総二階建切妻造で間取りもお西とほぼ同様。お西との相違点としては、お西の「トーリ」が6尺の幅であるのに対しお東で同じ位置に相当する「ローカ」は幅3尺であること、お西で「オモテノマ」に相当する部分がお東では「ゲンカンノマ」「シタノマ」の2室に分かれていること、お西では式台と縁側の境の土壁が斜めにつくことなどが挙げられる。お西は上述のように明治天皇の宿泊所となった際に改造を受けているため、お東の方が古い間取りを伝えているものとみられる。
屋根は当初石置板葺だったと考えられているが、平成7年に復原工事を経て現在はスレート板葺風コロニアル葺。昭和59年（1984年）12月25日に群馬県の史跡に指定されている。

## 最寄り駅
- 東日本旅客鉄道（JR東日本）信越本線 松井田駅

## 周辺
- 不動寺
- 松井田八幡宮
- 補陀寺・松井田城主大道寺政繁墓
- 新堀一里塚跡

## 隣の宿
中山道
安中宿 - （安中原市のスギ並木） - 松井田宿 - （碓氷関所） - 坂本宿

## 関連文献
- 小林二三雄『松井田八幡宮祭禮記 附 松井田宿よもやま話』前橋市・みやま文庫 平成27年10月21日（みやま文庫218）、123-160頁。